# Хонеггер, Готфрид
Готфрид Хонеггер (нем. Gottfried Honegger; 12 июня 1917, Цюрих — 17 января 2016) — швейцарский художник, график и скульптор, один из известных представителей конкретного искусства.

## Жизнь и творчество
Начинал свою творческую деятельность в 1938 году художником по рекламе. Приехав в Нью-Йорк в 1957 году, где он затем провёл три года, вёл жизнь свободного художника. С 1960 года жил и работал в Париже, Каннах и в Цюрихе. В последние годы жил в Цюрихе; он состоял в браке с художницей-иллюстратором Варей Лаватер.
Как художник является приверженцем таких течений, как конкретное искусство и конструктивизм. Начиная с середины 1960-х годов он создаёт скульптуры для мест общественного пользования. Его работы можно увидеть на улицах и площадях Цюриха (Volume 18, 1968, и Struktur 28, 1970) и Вадуца (Division, 1989, и Monoform 29, 1991), в парке скульптур Гейдельберга (Gelben Pliage C115, 2001), в Гренобле (Monoform 26) и др.
В 1987 году он становится одним из основателей Фонда конструктивного и конкретного искусства Цюриха («Stiftung für Konstruktive und Konkrete Kunst Zürich»). Совместно с Сибиллой Альберс-Барьер он в 1990 открывает во французском Муан-Сартуа на Ривьере Дом конкретного искусства (Espace de l’Art Concret), в 1997, там же — детское художественное ателье Искусство, исследования, впечатление (Art, Recherche, Imagination), в 2004 году там же для фонда Альберс-Хонеггер было построено здание-музей.
Персональные выставки работ Г. Хонеггера в период с 1984 по 2010 прошли в ряде музеев и галерей Европы, в том числе в Париже, Цюрихе, Базеле, Вадуце и др.

## Награды и посвящения
В 1987 году художник был награждён художественной премией Цюриха. Ему также был присуждён французский орден Искусств и литературы, а в 2000 году — орден Почётного легиона. Близкий друг Г. Хонеггера, швейцарский писатель Макс Фриш посвятил ему свою пьесу «Триптихон».

## Печатные работы (избранное)
- Cercle et Carré. (Круг и квадрат) С текстами Готфрида Хонеггера, Доротеи ван дер Колен, Габриели Кюблер. Dokumente unserer Zeit, Band XIV. (на нем., англ. и фр. языках.) Mainz 1990, ISBN 3-926663-14-6.
- Vom Bild zum Raum. С текстами Готфрида Хонеггера, Доротеи ван дер Колен и др. (на нем., англ. и фр. языках.) Dokumente unserer Zeit, Band XXI. Mainz 1997, ISBN 3-926663-21-9.
- Kunst ist eine Frucht vom Baume der Erkenntnis. Mainz 2000, ISBN 3-931876-34-9.
- Erfundenes und Erlebtes., с предисловием Доротеи ван дер Колен. Mainz 2002, ISBN 3-931876-43-8.
- Max Frisch. Elf Porträtskizzen. Vierzehn Texte zur Erinnerung. Hotz, Steinhausen 2007, ISBN 978-3-9522964-9-3.